# درکند
درکند (به ترکی آذربایجانی: Darkənd) یک منطقهٔ مسکونی در جمهوری آذربایجان است که در شهرستان اردوباد واقع شده‌است. درکند ۵۰۰ نفر جمعیت دارد.